# Pakod
Pakod es un pueblo ubicado en el condado de Zala, Hungría.

## Superficie
Posee una superficie de 12,55 kilómetros cuadrados.

## Demografía
Hasta 2021 la población era de 811 habitantes, con una densidad de población de 64,62 habitantes por kilómetro cuadrado. En 2011 el 89,1% de la población estaba conformada por húngaros y la religión predominante era el catolicismo.